# Assangori jezik
Assangori jezik (ISO 639-3: sjg; asong, assoungor, asungore, azanguri, bognak-asungorung, goran, madungore, soungor, sungor), jedan od tri nilsko-saharska jezika skupine tama, podskupine tama-sungor, kojim govori 23 500 ljudi (1993 popis) u čadskoj regiji Ouaddaï, departman Assoungha.
Ima barem dva dijalekta, sungor, walad dulla. U upotrebi je i čadski arapski [shu].

## Vanjske poveznice
- Ethnologue (14th)
- Ethnologue (15th)